# جهادآباد نارک
جهادآباد نارک، روستایی از توابع بخش مرکزی شهرستان گچساران در استان کهگیلویه و بویراحمد ایران است.

## جمعیت
این روستا در دهستان امامزاده جعفر قرار دارد و براساس سرشماری مرکز آمار ایران در سال ۱۳۸۵، جمعیت آن ۱۵۹ نفر (۳۷خانوار) بوده‌است.